# Supplementum Carpologiae
Supplementum Carpologiae (abreviado Suppl. Carp.) es un libro ilustrado, con descripciones botánicas que fue escrito por el médico y botánico alemán Karl Friedrich von Gärtner. Fue editado en Leipzig en 1805-1807, con el nombre de Supplementum Carpologiae: seu continuati operis Josephi Gaertner De fructibus et seminibus plantarum.

## Publicación
- Volumen nº 1(1): 1-56, t. 181-190. 1805
- Volumen nº 1(2): 57-128, t. 191-202. 1806
- Volumen nº 2: 129-256, t. 203-225. 1807